# Lobispa
Lobispa là một chi bọ cánh cứng trong họ Chrysomelidae.
Chi này được miêu tả khoa học năm 2001 bởi Staines.

## Các loài
Các loài trong chi này gồm:
- Lobispa expansa Staines, 2001
- Lobispa sentus Staines, 2001